# ミシュリン・カルミー＝レイ
ミシュリン・カルミ＝レイ（フランス語: Micheline Calmy-Rey, 1945年7月8日 - ）は、スイスの政治家。2003年から2011年まで連邦参事会で参事を務め、2007年と2011年の連邦大統領となった。

## 生い立ち
ヴァレー州の州都、シオンでシャルル・レイとアデリーヌ・レイの間に生まれた。1963年にサン・モーリスでディプロマを取得、1968年には国際関係大学院研究所（Institut de hautes études internationales, 略称HEI）で政治学の学位を取得している。1966年にはアンドレ・カルミーと結婚、2子がいる。

## 政治経歴
1981年から1997年にかけて、ジュネーヴ州議会のスイス社会民主党（社民党：PSS/SPS）所属議員を務めた。うち、1992年から1993年には州議会の議長も歴任。社民党の党務では1986年-1990年および1993年-1997年にジュネーヴ支部長を務めた。1997年にジュネーヴ州政府参事に選出され、2001年に州財務相と州首相を務めた。
2002年12月4日に連邦参事に選出。スイス史上、4人目の女性連邦参事にあたる。2005年12月7日に2006年度の副大統領に選ばれ、2006年12月13日には147票で2007年度の連邦大統領に選ばれた（スイス史上2人目の女性大統領にあたる）。
- 連邦参事会のメンバー7人と連邦事務総長（2004年）。左からモーリッツ・ロイエンベルガー、サミュエル・シュミット、パスカル・クシュパン、ジョゼフ・ダイス、カルミー＝レイ、クリストフ・ブロッハー、アンネマリー・フーバー＝ホッツ連邦事務総長、ハンス＝ルドルフ・メルツ。
- 連邦参事会のメンバー7人と連邦事務総長（2007年）。左からドリス・ロイトハルト、クリストフ・ブロッハー、モーリッツ・ロイエンベルガー、カルミー＝レイ、パスカル・クシュパン、サミュエル・シュミット、ハンス＝ルドルフ・メルツ、アンネマリー・フーバー＝ホッツ連邦事務総長
- インドのプラティバ・パティル大統領と（2007年11月7日）